# Safer Internet Day
Safer Internet Day sau Ziua Siguranței pe Internet (în România) este Ziua globală a Siguranței pe Internet și este sărbătorită în fiecare an în luna Februarie, în peste 60 de țări din întreaga lume. Ziua Siguranței pe Internet este coordonată și promovată de rețeaua europeană INSAFE - European Safer Internet Network în cadrul programului Safer Internet Plus al Comisiei Europene.
În fiecare an, cu ocazia Safer Internet Day, INSAFE promovează învățarea utilizării într-un mod responsabil a noilor tehnologii online și mobile și face referire în special la copii și la comportamentul acestora în mediul online. 

Safer Internet Day se celebrează anual începând cu 2003.

## Safer Internet Day în România
În România, Ziua Siguranței pe Internet a fost sărbatorită pentru prima dată în anul 2008, iar de atunci se sărbătorește în fiecare an prin două evenimente naționale:
- Un concurs național adresat tuturor elevilor din țară, școlilor, grădinițelor și voluntarilor;
- O conferință de presă, în cadrul căreia sunt premiate cele mai bune proiecte participante la concurs.

In cadrul concursului elevii trebuie să participe cu un proiect multimedia, care să reflecte tema stabilită de comun acord de membrii INSAFE. Tema face referire la diverse situații, cu care se confruntă copiii și tinerii în mediul online, iar ei trebuie să descrie modul în care ar trata o astfel de situație. Mai multe detalii despre concurs pe www.sigur.info, portalul oficial al Siguranței pe Internet în România.
Conferința de presă are loc, în ziua în care se sărbătorește Safer Internet Day, iar unul dintre momentele cheie este premierea câștigătorilor concursului național.

## Sponsorii Zilei Siguranței pe Internet
În fiecare an, companiile mari din România, din industria IT sau de comunicații, au susținut organizarea Zilei Siguranței pe Internet prin oferirea de premii pentru copii sau alt tip de suport. Astfel, printre sponsori se numără:
- Amplusnet
- BitDefender
- Cosmote
- ECDL
- Euroaptitudini
- Kaspersky Lab
- Microsoft
- Orange România
- UPC România
- Vodafone

## Istoric Safer Internet Day în România

### Safer Internet Day 2008
2008 a fost primul an de participare al României în programul European de siguranță online pentru copii. Concursul național a fost organizat de către Ministerul Comunicatiilor si Societatii Informationale, coorganizatori fiind Consorțiul Sigur.info. România a fost apreciată la nivel european, ca având una din cele mai bune participări la eveniment, fiind a 3-a din cele 27 de state ale Uniunii Europene, ca activitate, număr de lucrări participante și calitate a proiectelor. Cu această ocazie, Consorțiul Sigur.info a primit Diploma de Excelență din partea Mimisterului Comunicațiilor și Societății Informaționale pentru activitatea desfășurată în organizarea “Zilei Siguranței pe Internet” 2008 în România.

### Safer Internet Day 2009
Consorțiul Sigur.info a organizat în 2009, la nivel național competiția cu tema ”Familia mea Internauta”. Competiția națională a făcut parte din evenimentele organizate la nivel european, cu ocazia Zilei Siguranței pe Internet. La concurs au participat peste o mie de copii cu 440 de proiecte, din toate județele țării. La nivel european, Ziua Siguranței pe Internet s-a celebrat în peste 50 de țări, desfășurându-se peste 500 de evenimente cu această ocazie - concursuri, manifestări, conferințe de presă, campanii de conștientizare, etc.

### Safer Internet Day 2010
Tema concursului Ziua Siguranței pe Internet 2010 a fost "Cum te văd ceilalti pe Internet. Gândește înainte să postezi!". Cu această ocazie, s-a pus în discuție problema postării de date personale și fotografii pe Internet. La concurs s-au înscris 333 de proiecte din toate județele țării.

### Safer Internet Day 2011
Tema concursului Ziua Siguranței pe Internet 2011 a fost: "Mai mult decât un joc. E viata ta!", tratând problema jocurilor online și a dependenței pe care o pot genera. La concurs au fost peste 800 de proiecte din toate județele țării.

### Safer Internet Day 2012
Tema concursului Ziua Siguranței pe Internet 2012 a fost "Descoperiți lumea digitală  împreună. Conexiune între generații" tratând cu succes problema diferențelor dintre generații în ceea ce privește cunoștințele despre noile tehnologii și Internet.

### Safer Internet Day 2013
Tema concursului Ziua Siguranței pe Internet 2013 a fost: "Vrem Respect pe Internet!", iar la concurs au fost înregistrate aproximativ 940 de proiecte din toate județele țării. Tot cu ocazia acestei teme, reprezentanții Consorțiului Sigur.info au lansat campania RESPLS! dedicată obținerii unui mediu online mai civilizat.